# Berlenti Abdel Hamid
Pour les articles homonymes, voir Hamid.
Berlenti Abdel Hamid (en arabe : برلنتي عبد الحميد ; née Nafissa Abdel Hamid Haoisse le 20 novembre 1935 - morte le 1er décembre 2010 au Caire) est une actrice égyptienne.

## Biographie
L'actrice est née en 1935 dans la ville de Beni Suef, en  Haute-Égypte. 

### Formation
Après avoir obtenu un diplôme en broderie, elle désire étudier l'art dramatique et la critique théâtrale : elle rejoint donc l'Institut égyptien des Arts de la scène et du cinéma, dont assez tôt elle sort diplômée. 
Dès lors, elle reçoit le surnom « Berlenti », qui célèbre sa beauté. 
Son charme maintenu, tout au long de sa carrière, tendait d'ailleurs à ne lui apporter toujours que des rôles de séductrice, les rôles sympathiques, « de jeune première ».

### Carrière
Berlenti Abdel Hamid fait ses débuts au théâtre à l'âge de 15 ans, en 1950, dans la pièce « El Saalouk ». Elle passe au cinéma deux ans plus tard, dans le film « Raya et Sekina » (1952) avec deux légendes du cinéma égyptien, Zouzou Hamdi El Hakim et Negma Ibrahim, deux actrices très connues et appréciées depuis les années 1930 ou même avant, qui assument des rôles variés, même ingrats, des rôles « de composition », pas toujours les rôles de femmes très sympathiques. 
Berlenti est actrice au cinéma égyptien de 1950 à 1988. 
Elle est une actrice de films « noir et blanc », surtout. Elle n'est apparue que dans seulement quatre projet « couleur » : dans les films Le nid tranquille (1976) et Madame… Au nom de qui ? (1986), puis (1988) dans Mariage en secret et dans la série Créature nommée femme (1988).
Berlenti Abdel Hamid peut être considérée comme « une icône de l'âge d'or du cinéma égyptien ». Étant l'une des plus belles actrices égyptiennes des années 1950 et 1960, elle brillait dans les rôles de séductrice.

### Vie privée

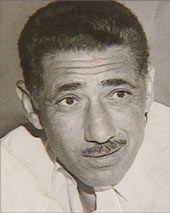
عبد الحكيم عامر
Lieutenant général
Abdel Hakim Amer
(1919-1967)
Premier ministre de l'Égypte
(1964-1967)

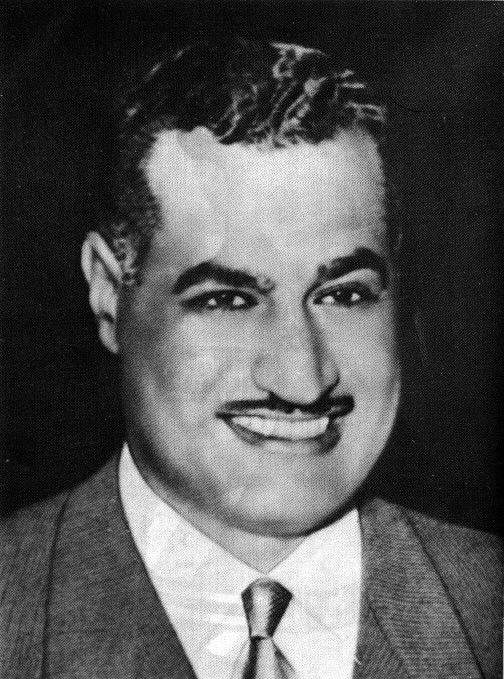
جمال عبد الناصر
Colonel
Gamal Abdel Nasser
(1918-1970)
Président de l'Égypte
(1956-1970)

Dans les années 1960, Berlenti épouse le lieutenant général Abdel Hakim Amer, Le premier ministre  de l’Égypte et ils ont eu un enfant ensemble, elle est aussi la tante de l'acteur égyptien Aytl Jensen.
Berlenti écrit deux livres autobiographiques (le premier en 1992, l'autre en 2002), portant chacun surtout sur les années 1960 en Égypte, dans l'anti-chambre du pouvoir, auprès d'Abdel Hakim Amer.
Le 1er décembre 2010, Berlenti Abdel Hamid meurt « d'un caillot au cerveau », à l'âge de 75 ans, en banlieue sud du Caire (au Maadi) dans un hôpital militaire : un privilège découlant du statut militaire de son mari.

## Filmographie

### Au cinéma ou à la télévision
- 1988 : Créature nommée femme: (TV Série)
- 1988 : Un mariage dans le secret : El Maalema Anssar
- 1986 : Madame… Au nom de qui ?  :  Madame Dawlate El Bendary
- 1976 : Le nid tranquille :  Samia
- 1964 : Chadia au montagne :
- 1964 : Les trois diables  :  Hamdeya
- 1963 : Les jours de l'époque :
- 1961 : Zizette :
- 1961 : Conflit dans la montagne :  Nahima
- 1960 : L'amour dans le cirque :  Baheya
- 1960 : Nada el Aaochak  :  Warda
- 1959 : Samraa Sinaa :
- 1959 : Le secret du chapeau mystère :  Loula
- 1959 : Les rêves des filles  :  Doreya
- 1959 : Scandale au Zamalek :  Afaf
- 1958 : Bente El Badya :  Hend
- 1958 : Les cœurs des vierges :  Nadia
- 1958 : Soltane :  Zakeya
- 1957 : évadé de l'amour :
- 1957 : Beite alah El Haram :  Zahra
- 1957 : Hayah Khaneya :  Horeya
- 1956 : Comment t'oublier ? :
- 1956 : Ismail Yassine au musée de cire :  Riri
- 1956 : Amour et humanité :  Zehour
- 1955 : Mon histoire d'amour :
- 1955 : La Ruelle des Fous  :  Khadiga
- 1955 : Le bruit du bracelet :  Lawahez
- 1954 : Les jours les plus heureux :  Mofida
- 1954 : La vie de l'amour :
- 1954 : Toujours avec toi : Samira
- 1952 : Jour de pâques :
- 1952 : Raya et Sekina  :  Dalal

## Au théâtre
- 1958 : Après la mort du Roi :
- 1958 : El Cheikh Matlouf :
- 1957 : Taguer El Bondokeya :
- 1955 : El Tagabol :
- 1954 : El Bakhil :
- 1953 : Le secret de Charazad[1] : Dina Zad (à partir du 5 novembre 1953.)
- 1952 : Une histoire des 2 villes :
- 1950 : El Saalouk :  Une étudiante